# Justin Mauriello
Justin Mauriello (La Habra, 1975) è un musicista statunitense attivo nel genere punk rock.
Inizialmente, il cantante e chitarrista per la band Once There.
Successivamente ha avuto successo come cantante e chitarrista negli Zebrahead.
In seguito all'uscita di Waste of MFZB Justin lascia gli Zebrahead per iniziare un nuovo progetto: i Darling Thieves, al fine di esplorare le sue opzioni musicali.

## Zebrahead (1996-2004)
Justin ha formato la band insieme al chitarrista Greg Bergdorf, il bassista Ben Osmundson, e il batterista Ed Udhus. Un altro membro non fondatore della band è il rapper Ali Tabatabaee. Tutti e cinque già facevano parte di altre band, ma dopo aver deciso di voler esplorare ulteriormente le loro capacità musicali, lasciarono le loro precedenti band e formarono gli Zebrahead, coinvolgendo anche Ali.
Nel 2001, gli Zebrahead, sono stati in Europa con i Green Day dove hanno raggiunto i record di vendite e dove hanno svolto vari festival.
Tre anni dopo, hanno pubblicato MFZB (Mother Fucking Zebrahead Bitch). Fu pubblicato nel 2003, quando la band trascorse la maggior parte del suo tempo in Giappone, dove raggiunse un record nelle classifiche giapponesi. Gli Zebrahead parteciparono a diversi festival tra cui Summer Sonic Festival, Punkspring, e show in tutto il Giappone. Poco dopo il tour giapponese del 2004, il cantante e chitarrista Justin Mauriello ha lasciato il gruppo per proseguire con altri interessi.

## Allontanamento dagli Zebrahead e I Darling Thieves (2004-oggi)
Justin lascia gli Zebrahead nel 2004 e viene sostituito dal cantante Matty Lewis. In seguito fonda la band I Hate Kate, che ha visto un aumento costante di successo. Hanno tenuto diversi tour negli Stati Uniti, Canada e Giappone. Nel Dicembre 2007, la band è stata in studio con il produttore Mark Trombino (Jimmy Eat World, Blink-182, Sugarcult), con cui ha registrato nuove canzoni e remixato tracce precedenti. Hanno pubblicato il loro primo album full-length "Embrace the Curse", il 24 giugno 2008. Nei primi mesi del 2010 la band registra un nuovo album con il produttore Lee Miles (Tickle Me Pink, The Red Jumpsuit Apparatus, Puddle of Mudd). La band pubblicò il primo singolo dell'album, "Free Without You", il 12 gennaio.
Nel giugno del 2010, una donna di nome Kate, colei che ha ispirato il nome della band, ha lasciato un rabbioso messaggio vocale al leader della band, Justin Mauriello, circa l'uso del suo nome per la band, minacciando azioni legali. La band ha ritenuto che era nel loro interesse cambiare nome in Darling Thieves. Come Darling Thieves sono stati headling dei loro spettacoli e condividendo il palco con gli Hollywood Undead, gli Hyper Crush, e i The Bled.

## Carriera da Solista (2010-oggi)
Nonostante Justin stia ancora con i Darling Thieves, ha pubblicato un album di cover, intitolato Justin Sings the Hits.

## Discografia

### Solista
- Justin Sings the Hits (2010)

### Darling Thieves
- Act One (2006)
- Embrace the Curse (2007)
- Race to Red (2010)

### Zebrahead
- Yellow (1998)
- Waste of Mind (1998)
- Playmate of the Year (album) (2000)
- Stupid Fat Americans (2001)
- MFZB (2003)
- Waste of MFZB (2004)